# روسلان پونوماریف
روسلان پونوماریف (اوکراینی: Русла́н Оле́гович Пономарьо́в؛ روسی: Русла́н Оле́гович Пономарёв؛ انگلیسی: Ruslan Olehovych Ponomar'ov؛ زادهٔ ۱۱ اکتبر، ۱۹۸۳)، یک شطرنج‌باز اهل اوکراین است.
او قهرمان شطرنج جهان بین سال‌های ۲۰۰۲ و ۲۰۰۴ میلادی بود. او در جام جهانی شطرنج ۲۰۰۵ و ۲۰۰۹ میلادی تا مرحله نهایی پیش رفت و به فینال رسید، در حالی که در جام جهانی شطرنج ۲۰۱۱ میلادی در مرحله نیمه نهایی متوقف شد.